# El área 18
El Área 18 es la segunda novela del escritor argentino Roberto Fontanarrosa, publicada en 1982.  

## Argumento
Best Hama Seller, el controvertido aventurero internacional sirio, es convocado a sumarse al plantel de los Mapaches Aulladores del Spartan Soccer de Dyersville (Iowa). Durante largas semanas Best y sus compañeros, bajo la férrea dirección del entrenador Müller y su ayudante Billy, serán sometidos a un riguroso entrenamiento con miras a un encuentro crucial, en el que los Mapaches deberán enfrentarse al poderoso seleccionado de Congodia. Claro que no se trata de un partido ordinario. Congodia es una joven república africana cuya independencia y desarrollo económico dependen de las apuestas realizadas a favor de su seleccionado. Y con enormes intereses en juego, una poderosa multinacional norteamericana ha decidido apostar a favor de los Mapaches. 
Finalmente, en el caldeado e irrespirable clima del Bombasí Stadium -el invencible reducto congodio- Best y sus compañeros jugarán un partido épico contra unos rivales endemoniados, un árbitro delirante y un público salvaje.

## Personajes principales
Best Hama Seller

El protagonista de la novela. Su experiencia y su personalidad le valdrán ser designado capitán del equipo a pesar de sus limitaciones como futbolista. Best no solamente deberá cumplir su función deportiva, sino también desplegar toda su sagacidad y audacia para neutralizar los operativos de espionaje de que serán objeto los Mapaches. 
Helmut Müller
Es el entrenador de los Mapaches. Extremadamente riguroso y obsesivamente metódico, dueño de un fortísimo carácter, es implacable con sus pupilos, además de un brillante estratega y táctico. Cuando su ánimo flaquea busca el apoyo de Seller. 
Billy "El Asqueroso"
Ayudante de Müller, cumple funciones como masajista y aguatero. Los jugadores lo aborrecen y él hace todo lo posible para que así sea.
Sepp von Papen
Espía alemán al servicio de la Burnett, la multinacional que financia a los Mapaches. Está infiltrado en Congodia con el objeto de transmitir información sobre el funcionamiento del seleccionado africano.
Ted
Norteamericano, es el arquero titular de los Mapaches. Corpulento, expansivo y extremadamente abnegado en el entrenamiento. 
Gianni
Italiano. Se desempeña como marcador lateral derecho. Es un exjugador del A.C. Milan.
Obdan
Polaco. Marcador central. Compañero de cuarto y amigo de Seller, fue convocado a los Mapaches por expreso pedido de Müller.
Pedro
Mexicano. Marcador central ríspido y elemental. 
Jerry Kaminski
Norteamericano, oriundo de Cincinnati y expiloto aéreo de pruebas, es el marcador lateral izquierdo del equipo.
Massimo
Italiano. Volante derecho de excelente pegada en pelotas detenidas. Su secreto es una lente de contacto provista de una mira telescópica que le garantiza gran precisión en sus tiros.
Oscar Rómulo Garfagnoli
Argentino. Es el talentoso del conjunto y juega como enganche. Algo rebelde y desafecto al trabajo duro. Irrita a Seller llamándolo "Turco" constantemente.
Zorba
Griego. Su verdadero nombre es Alexis. Juega como puntero derecho.
Dagomir Mario Lobo Lula Marchesi
Brasileño, ex Fluminense. Ocupa el puesto de centrodelantero. Es liviano y muy habilidoso. Su punto débil es su flaqueza anímica. Por ello, Müller ha encargado a Seller que se ocupe de su contención.
Renault
Francés. Pequeño de físico, juega como puntero izquierdo.
Mellizos Heineken
Gunnar y Dukla son los suplentes del equipo. Gunnar es arquero y Dukla defensor. Son callados y disciplinados. Siempre están juntos. 
Frankie Lane
Un feroz caimán (Alligator mississippiensis) mascota del equipo de los Mapaches. 
Berén-Berén
Capitán y primer marcador central de Congodia. De físico gigantesco y fuerza descomunal.